# Втора артилерийска бригада
Втора артилерийска бригада е българска артилерийска бригада формирана през 1915 година и взела участие в Първата световна война (1915 – 1918).

## История
Втора артилерийска бригада е формирана през 1915 г., като в състава ѝ влизат 3-ти и 13-и артилерийски полкове. През Първата световна война (1915 – 1918) бригадата влиза в състава на 2-ра пехотна бдинска дивизия. За командир на бригадата е избран полковник Иван Марков.
При намесата на България във войната щаба на бригадата разполага със следния числен състав, добитък и обоз:
| Числен състав                       | Добитък  | Обоз                               |
| ----------------------------------- | -------- | ---------------------------------- |
| Офицери: 2 Подофицери и войници: 14 | Коне: 10 | Обикновени коли: 1 Товарни коли: 2 |

Втора артилерийска бригада е демобилизирана през октомври 1918 г. и е разформирана на 31 юли 1919 г.

## Командири
Званията са към датата на заемане на длъжността.
| №  | звание    | име         | дати                 |
| -- | --------- | ----------- | -------------------- |
| 1. | Полковник | Иван Марков | Първа световна война |